# Common Public Attribution License
La Common Public Attribution License (CPAL) è una licenza di software libero approvata dal Open Source Initiative nel 2007. Il suo scopo è essere una licenza generica per software distribuito su un network. È basata sulla Mozilla Public License, ma aggiunge una condizione controversa riguardo all'attribuzione ed è quanto segue:
Il progetto Debian ha rilevato che la licenza è incompatibile con le sue linee guida (dette anche Debian Free Software Guidelines) a causa del suo requisito di attribuzione.